# Sacré Coeur Pressbaum

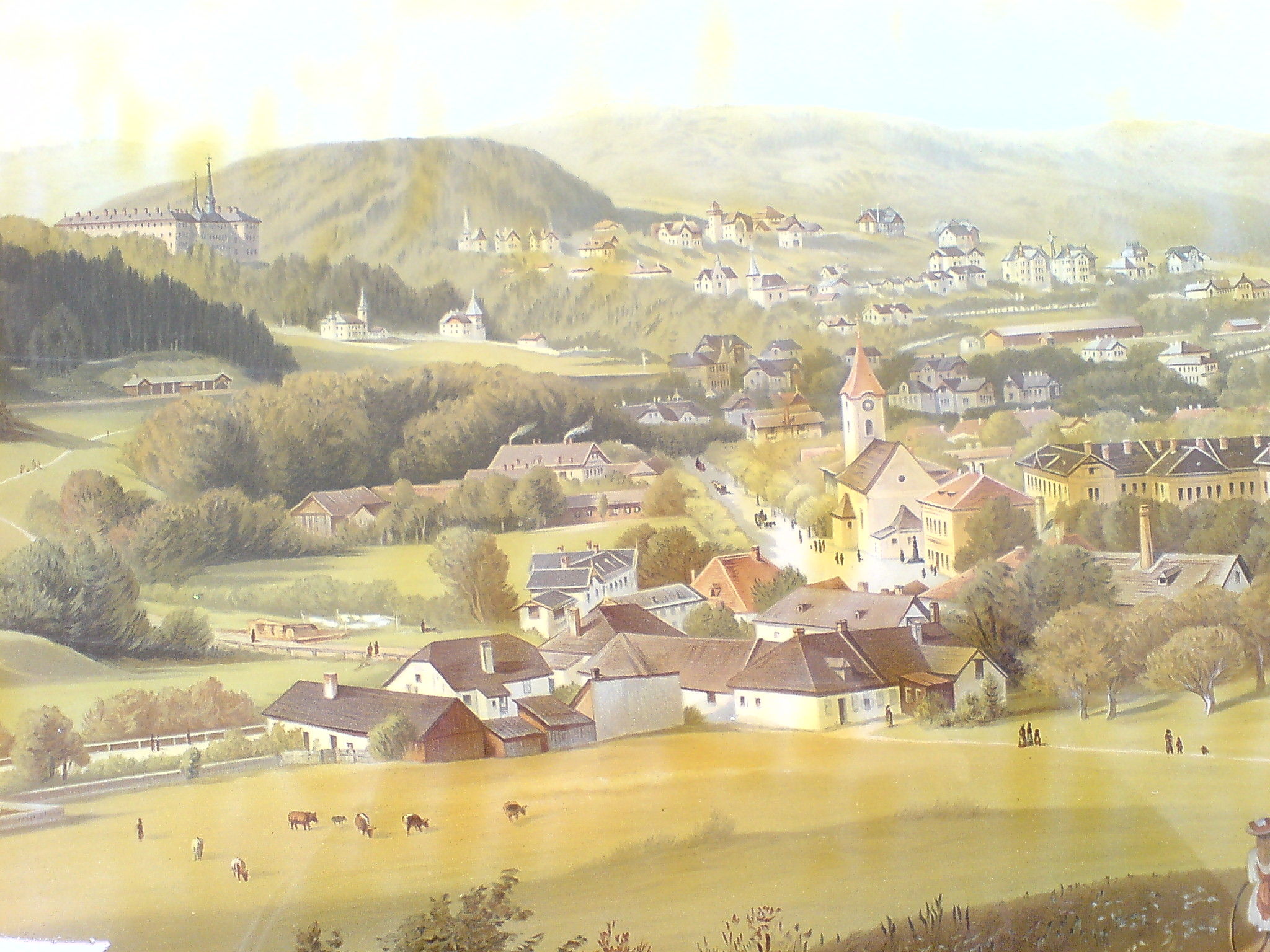
Das Kloster (links hinten) in einer alten Lithografie

Das Sacré Coeur Pressbaum ist eine römisch-katholische Privatschule der Erzdiözese Wien in der Stadtgemeinde Pressbaum im Bezirk Sankt Pölten-Land in Niederösterreich. Der erhöht über dem Ort Pressbaum unmittelbar an der Alten Westbahn gelegene monumentale späthistoristische Gebäudekomplex mit Kloster, Klosterkirche, Institut und mehreren abgerückten Nebengebäuden steht unter Denkmalschutz.

## Geschichte
Mit einer Stiftung des Kaiserhauses wurde von 1891 bis 1894 nach den Plänen des Architekten Richard Jordan vom Baumeister Josef Schmalzhofer ein Kloster mit einer Klosterkirche für den Frauenorden Gesellschaft vom Heiligen Herzen Jesu (Sacré-Cœur) und das Schulinstitut Sacré Coeur erbaut.
1938 wurde die Schule geschlossen und von der Wehrmacht in ein Lazarett umgewandelt. Das Schulgebäude wurde dann zum „Spezialkinderheim“, als Außenstelle der Nervenheilanstalt Spiegelgrund, umfunktioniert. Schule und Internat wurden bereits 1945/46 wiedereröffnet. Die Schulerhaltung wurde 1975 von der Erzdiözese Wien übernommen.

## Absolventen
- Wolfgang Ecker, Präsident der WKNÖ
- Max Gottschlich, Ass.-Prof. am Institut für Praktische Philosophie/Ethik, Katholische Privat-Universität Linz
- Andrea Kandioler-Kiml, Reporterin beim ORF
- Johanna Mahaffy, Schauspielerin (Josefstadt-Ensemble)
- Florian Stanek: Schauspieler, Sänger und Autor
- Monica Weinzettl, Schauspielerin und Kabarettistin
- Florian Klenk, Journalist und Chefredakteur des Falters

## Schulen am Campus Sacré Coeur
Am Campus Sacré Cœur Pressbaum befinden sich ein Gymnasium und Realgymnasium  mit Nachmittagsbetreuung, eine Neue Mittelschule  mit Hort, eine Volksschule mit Hort sowie eine Bildungsanstalt für Elementarpädagogik und ein Kolleg.

## Leitung
- Matthias Landt (Campusverwaltung)
- Doris Gattermeyer (Volksschule)
- Nina Neswadba (Neue Mittelschule)
- Sandra Spendlhofer (Gymnasium und Realgymnasium)
- Peter Brunner (Bildungsanstalt für Elementarpädagogik)